# Diploma de Mestre artesà
|  | Per a altres significats, vegeu «Mestre artesà». |

El Diploma de Mestre Artesà i Mestra Artesana és un mèrit que atorga el CCAM (Consorci de Comerç, Artesania i Moda de Catalunya) a una artesana o artesà que ha destacat de manera excepcional en l'exercici de la seua professió, amb una trajectòria professional acreditada. És regulat pel decret 182/2014, de 30 de desembre, sobre l'activitat artesanal.
S'atorga anualment en dues modalitats. La professional, que distingeix el mestratge que la persona artesana exerceix en el seu ofici i per una altra, la divulgativa, que distingeix a qui, tot tenir-ne els coneixements i habilitats, no ha exercit professionalment però n'ha fet difusió i l'ensenyament. Ambdues tenen com a requisits haver exercit durant 20 anys i rebre 3 cartes de recomanació, mentre que la professional requereix a més haver exercit en un taller, ja sigui propi o aliè.
Des del 2006 a més del Diploma, el Mestre artesà rep una insígnia sorgida d'un concurs on participen estudiants de joieria de diverses escoles de Catalunya. Cada any, un recull d'aquestes peces, excepte la guanyadora, formen part d'una exposició itinerant on es podrà veure la feina feta pels artistes.
Les persones amb el diploma a més, passen a formar part de la Guia Mestres Artesans/anes de Catalunya.